# Alloprosopaea algerica
Alloprosopaea algerica là một loài ruồi trong họ Tachinidae.